# Tour de Pologne 2020
Tour de Pologne 2020 – 77. edycja wyścigu kolarskiego Tour de Pologne, która odbyła się w dniach 5 – 9 sierpnia 2020. Impreza należała do cyklu UCI World Tour 2020.
Wyścig początkowo miał odbyć się w dniach od 5 do 11 lipca 2020 i liczyć siedem etapów. Ze względu na pandemię COVID-19 Międzynarodowa Unia Kolarska w marcu 2020 zawiesiła jednak zawodowy sezon kolarski, w związku z czym kalendarz wyścigów uległ zmianie. Tour de Pologne w nowym terminie (5 do 9 sierpnia) został skrócony do 5 etapów, stając się pierwszy etapowym wyścigiem cyklu UCI World Tour 2020 odbywającym się po marcowym przerwaniu zmagań.

## Etapy
Zmienioną w wyniku przeniesienia wyścigu na sierpień trasę Tour de Pologne 2020 ogłoszono oficjalnie 1 lipca 2020 w programie Sportowy Wieczór.
| Etap | Data  | Start – Meta                              | type     | Dystans (km) | Zwycięzca etapu  | Lider           |
| ---- | ----- | ----------------------------------------- | -------- | ------------ | ---------------- | --------------- |
| 1    | 5 sie | Stadion Śląski – Katowice                 | płaski   | 195,8        | Fabio Jakobsen   | Fabio Jakobsen  |
| 2    | 6 sie | Opole – Zabrze                            | płaski   | 151,5        | Mads Pedersen    | Mads Pedersen   |
| 3    | 7 sie | Wadowice – Bielsko-Biała                  | górzysty | 203,1        | Richard Carapaz  | Richard Carapaz |
| 4    | 8 sie | Bukowina Tatrzańska – Bukowina Tatrzańska | górski   | 173          | Remco Evenepoel  | Remco Evenepoel |
| 5    | 9 sie | Zakopane – Kraków                         | górzysty | 188          | Davide Ballerini | Remco Evenepoel |

## Uczestnicy

### Drużyny
| WorldTeams (19)- AG2R La Mondiale - Trek-Segafredo - Cofidis - Mitchelton-Scott - Jumbo-Visma - Lotto Soudal - Bora-Hansgrohe - Astana - Bahrain McLaren - CCC Team - Deceuninck-Quick Step - EF Pro Cycling - Groupama-FDJ - Israel Start-Up Nation - Movistar Team - NTT Pro Cycling - Ineos - Team Sunweb - UAE Team Emirates ProTeams (3)- Team Novo Nordisk - Circus-Wanty Gobert - Gazprom-RusVelo Reprezentacja- Polska |
| |

### Lista startowa
| Team Ineos INS | Team Ineos INS        | Team Ineos INS |
| -------------- | --------------------- | -------------- |
| Nr             | Kolarz                | Miejsce        |
| 1              | Richard Carapaz (ECU) | DNS-5          |
| 2              | Rohan Dennis (AUS)    | 78.            |
| 3              | Owain Doull (GBR)     | 47.            |
| 4              | Edward Dunbar (IRL)   | 26.            |
| 5              | Michał Gołaś (POL)    | 76.            |
| 6              | Luke Rowe (GBR)       | 63.            |
| 7              | Ian Stannard (GBR)    | DNF-4          |

| AG2R La Mondiale ALM | AG2R La Mondiale ALM    | AG2R La Mondiale ALM |
| -------------------- | ----------------------- | -------------------- |
| Nr                   | Kolarz                  | Miejsce              |
| 11                   | Geoffrey Bouchard (FRA) | 36.                  |
| 12                   | Axel Domont (FRA)       | 69.                  |
| 13                   | Ben Gastauer (LUX)      | 38.                  |
| 14                   | Dorian Godon (FRA)      | 73.                  |
| 15                   | Alexis Gougeard (FRA)   | 66.                  |
| 16                   | Quentin Jauregui (FRA)  | DNF-3                |
| 17                   | Harry Tanfield (GBR)    | 134.                 |

| Astana AST | Astana AST              | Astana AST |
| ---------- | ----------------------- | ---------- |
| Nr         | Kolarz                  | Miejsce    |
| 21         | Laurens De Vreese (BEL) | 121.       |
| 22         | Jakob Fuglsang (DEN)    | 2.         |
| 23         | Jonas Gregaard (DEN)    | 79.        |
| 24         | Jewgienij Gidicz (KAZ)  | 107.       |
| 25         | Hugo Houle (CAN)        | 24.        |
| 26         | Ion Izagirre (ESP)      | 20.        |
| 27         | Jurij Natarow (KAZ)     | 39.        |

| Bahrain McLaren TBM | Bahrain McLaren TBM     | Bahrain McLaren TBM |
| ------------------- | ----------------------- | ------------------- |
| Nr                  | Kolarz                  | Miejsce             |
| 31                  | Phil Bauhaus (GER)      | 137.                |
| 32                  | Mark Cavendish (GBR)    | 137.                |
| 33                  | Heinrich Haussler (AUS) | 89.                 |
| 34                  | Mark Padun (UKR)        | 61.                 |
| 35                  | Wout Poels (NED)        | 35.                 |
| 36                  | Marcel Sieberg (GER)    | 120.                |
| 37                  | Fred Wright (GBR)       | 94.                 |

| Bora-Hansgrohe BOH | Bora-Hansgrohe BOH                  | Bora-Hansgrohe BOH |
| ------------------ | ----------------------------------- | ------------------ |
| Nr                 | Kolarz                              | Miejsce            |
| 41                 | Pascal Ackermann (GER)              | 104.               |
| 42                 | Maciej Bodnar (POL)                 | 117.               |
| 43                 | Patrick Konrad (AUT) (szosa)        | 21.                |
| 44                 | Rafał Majka (POL)                   | 4.                 |
| 45                 | Maximilian Schachmann (GER) (szosa) | 13.                |
| 46                 | Michael Schwarzmann (GER)           | 108.               |
| 47                 | Rüdiger Selig (GER)                 | 111.               |

| CCC Team CCC | CCC Team CCC        | CCC Team CCC |
| ------------ | ------------------- | ------------ |
| Nr           | Kolarz              | Miejsce      |
| 51           | Patrick Bevin (NZL) | 92.          |
| 52           | Simon Geschke (GER) | 23.          |
| 53           | Kamil Gradek (POL)  | 96.          |
| 54           | Kamil Małecki (POL) | 6.           |
| 55           | Szymon Sajnok (POL) | 112.         |
| 56           | Attila Valter (HUN) | 27.          |
| 57           | Ilnur Zakarin (RUS) | 32.          |

| Cofidis COF | Cofidis COF          | Cofidis COF |
| ----------- | -------------------- | ----------- |
| Nr          | Kolarz               | Miejsce     |
| 61          | Piet Allegaert (BEL) | 86.         |
| 62          | Dimitri Claeys (BEL) | 51.         |
| 63          | Nathan Haas (AUS)    | 57.         |
| 64          | Jesper Hansen (DEN)  | 18.         |
| 65          | José Herrada (ESP)   | 33.         |
| 66          | Damien Touzé (FRA)   | DNS-2       |
| 67          | Julien Vermote (BEL) | 75.         |

| Deceuninck-Quick Step DQT | Deceuninck-Quick Step DQT    | Deceuninck-Quick Step DQT |
| ------------------------- | ---------------------------- | ------------------------- |
| Nr                        | Kolarz                       | Miejsce                   |
| 71                        | Davide Ballerini (ITA)       | 72.                       |
| 72                        | Mattia Cattaneo (ITA)        | 77.                       |
| 73                        | Dries Devenyns (BEL)         | 68.                       |
| 74                        | Remco Evenepoel (BEL)        | 1.                        |
| 75                        | Fabio Jakobsen (NED) (szosa) | DNS-2                     |
| 76                        | James Knox (GBR)             | 87.                       |
| 77                        | Florian Sénéchal (FRA)       | 70.                       |

| EF Pro Cycling EF1 | EF Pro Cycling EF1        | EF Pro Cycling EF1 |
| ------------------ | ------------------------- | ------------------ |
| Nr                 | Kolarz                    | Miejsce            |
| 81                 | Moreno Hofland (NED)      | DNF-4              |
| 82                 | Sebastian Langeveld (NED) | 132.               |
| 83                 | Neilson Powless (USA)     | 25.                |
| 84                 | Jonas Rutsch (GER)        | 83.                |
| 85                 | Thomas Scully (NZL)       | 105.               |
| 86                 | Julius van den Berg (NED) | DNF-3              |
| 87                 | James Whelan (AUS)        | 22.                |

| Groupama-FDJ GFC | Groupama-FDJ GFC      | Groupama-FDJ GFC |
| ---------------- | --------------------- | ---------------- |
| Nr               | Kolarz                | Miejsce          |
| 91               | Mickaël Delage (FRA)  | DNF-3            |
| 92               | Olivier Le Gac (FRA)  | 44.              |
| 93               | Fabian Lienhard (SUI) | 74.              |
| 94               | Rudy Molard (FRA)     | 15.              |
| 95               | Anthony Roux (FRA)    | 34.              |
| 96               | Marc Sarreau (FRA)    | DNS-2            |
| 97               | Benjamin Thomas (FRA) | 45.              |

| Israel Start-Up Nation ISN | Israel Start-Up Nation ISN | Israel Start-Up Nation ISN |
| -------------------------- | -------------------------- | -------------------------- |
| Nr                         | Kolarz                     | Miejsce                    |
| 101                        | Rudy Barbier (FRA)         | 123.                       |
| 102                        | Jenthe Biermans (BEL)      | 41.                        |
| 103                        | Matthias Brändle (AUT)     | 133.                       |
| 104                        | Alexander Cataford (CAN)   | 42.                        |
| 105                        | James Piccoli (CAN)        | 40.                        |
| 106                        | Alexis Renard (FRA)        | 101.                       |
| 107                        | Norman Vahtra (EST)        | 128.                       |

| Mitchelton-Scott MTS | Mitchelton-Scott MTS | Mitchelton-Scott MTS |
| -------------------- | -------------------- | -------------------- |
| Nr                   | Kolarz               | Miejsce              |
| 111                  | Sam Bewley (NZL)     | 98.                  |
| 112                  | Esteban Chaves (COL) | 11.                  |
| 113                  | Daryl Impey (RSA)    | 90.                  |
| 114                  | Luka Mezgec (SLO)    | 56.                  |
| 115                  | Mikel Nieve (ESP)    | 9.                   |
| 116                  | Simon Yates (GBR)    | 3.                   |
| 117                  | Barnabás Peák (HUN)  | 109.                 |

| Movistar Team MOV | Movistar Team MOV      | Movistar Team MOV |
| ----------------- | ---------------------- | ----------------- |
| Nr                | Kolarz                 | Miejsce           |
| 121               | Jorge Arcas (ESP)      | 52.               |
| 122               | Imanol Erviti (ESP)    | 37.               |
| 123               | Lluís Mas (ESP)        | 43.               |
| 124               | Sebastián Mora (ESP)   | 106.              |
| 125               | Eduard Prades (ESP)    | DNS-2             |
| 126               | Jürgen Roelandts (BEL) | DNF-4             |
| 127               | Albert Torres (ESP)    | 88.               |

| NTT Pro Cycling NTT | NTT Pro Cycling NTT       | NTT Pro Cycling NTT |
| ------------------- | ------------------------- | ------------------- |
| Nr                  | Kolarz                    | Miejsce             |
| 131                 | Ryan Gibbons (RSA)        | 54.                 |
| 132                 | Samuele Battistella (ITA) | 103.                |
| 133                 | Stefan de Bod (RSA)       | 60.                 |
| 134                 | Enrico Gasparotto (SUI)   | 82.                 |
| 135                 | Ben King (USA)            | 55.                 |
| 136                 | Gino Mäder (SUI)          | 91.                 |
| 137                 | Dylan Sunderland (AUS)    | 130.                |

| Lotto-Soudal LTS | Lotto-Soudal LTS        | Lotto-Soudal LTS |
| ---------------- | ----------------------- | ---------------- |
| Nr               | Kolarz                  | Miejsce          |
| 141              | Steff Cras (BEL)        | 30.              |
| 142              | Thomas De Gendt (BEL)   | 119.             |
| 144              | John Degenkolb (GER)    | 93.              |
| 145              | Jonathan Dibben (GBR)   | 135.             |
| 146              | Roger Kluge (GER)       | 124.             |
| 147              | Tomasz Marczyński (POL) | DNF-4            |
| 148              | Tim Wellens (BEL)       | 12.              |

| Jumbo-Visma TJV | Jumbo-Visma TJV           | Jumbo-Visma TJV |
| --------------- | ------------------------- | --------------- |
| Nr              | Kolarz                    | Miejsce         |
| 151             | Dylan Groenewegen (NED)   | DSQ-1           |
| 152             | Tobias Foss (NOR)         | 19.             |
| 153             | Chris Harper (AUS)        | 58.             |
| 154             | Christoph Pfingsten (GER) | 64.             |
| 155             | Jonas Vingegaard (DEN)    | 8.              |
| 156             | Jos van Emden (NED)       | 85.             |
| 157             | Taco van der Hoorn (NED)  | 80.             |

| Team Sunweb SUN | Team Sunweb SUN       | Team Sunweb SUN |
| --------------- | --------------------- | --------------- |
| Nr              | Kolarz                | Miejsce         |
| 161             | Alberto Dainese (ITA) | 118.            |
| 162             | Nils Eekhoff (NED)    | 126.            |
| 163             | Chris Hamilton (AUS)  | 17.             |
| 164             | Jai Hindley (AUS)     | 14.             |
| 165             | Wilco Kelderman (NED) | 7.              |
| 166             | Casper Pedersen (DEN) | 29.             |
| 167             | Florian Stork (GER)   | 46.             |

| Trek-Segafredo TFS | Trek-Segafredo TFS          | Trek-Segafredo TFS |
| ------------------ | --------------------------- | ------------------ |
| Nr                 | Kolarz                      | Miejsce            |
| 171                | Alex Kirsch (LUX)           | 113.               |
| 172                | Emīls Liepiņš (LAT)         | 114.               |
| 173                | Ryan Mullen (IRL)           | 102.               |
| 174                | Mads Pedersen (DEN) (szosa) | 131.               |
| 175                | Quinn Simmons (USA)         | 16.                |
| 176                | Jasper Stuyven (BEL)        | 48.                |
| 177                | Edward Theuns (BEL)         | 62.                |

| UAE Team Emirates UAD | UAE Team Emirates UAD       | UAE Team Emirates UAD |
| --------------------- | --------------------------- | --------------------- |
| Nr                    | Kolarz                      | Miejsce               |
| 181                   | Rui Costa (POR)             | 10.                   |
| 182                   | Brandon McNulty (USA)       | 53.                   |
| 183                   | Juan Sebastián Molano (COL) | 129.                  |
| 184                   | Ivo Oliveira (POR)          | DNS-5                 |
| 185                   | Rui Oliveira (POR)          | 122.                  |
| 186                   | Jasper Philipsen (BEL)      | 65.                   |
| 187                   | Diego Ulissi (ITA)          | 5.                    |

| Gazprom-RusVelo GAZ | Gazprom-RusVelo GAZ       | Gazprom-RusVelo GAZ |
| ------------------- | ------------------------- | ------------------- |
| Nr                  | Kolarz                    | Miejsce             |
| 191                 | Siergiej Czerniecki (RUS) | 28.                 |
| 192                 | Nikołaj Czerkasow (RUS)   | 59.                 |
| 193                 | Dienis Niekrasow (RUS)    | 71.                 |
| 194                 | Artiom Nycz (RUS)         | 50.                 |
| 195                 | Iwan Rowny (RUS)          | 49.                 |
| 196                 | Piotr Rikunow (RUS)       | 95.                 |
| 197                 | Christian Scaroni (ITA)   | 116.                |

| Team Novo Nordisk TNN | Team Novo Nordisk TNN | Team Novo Nordisk TNN |
| --------------------- | --------------------- | --------------------- |
| Nr                    | Kolarz                | Miejsce               |
| 201                   | Sam Brand (GBR)       | 115.                  |
| 202                   | Brian Kamstra (NED)   | DNF-3                 |
| 203                   | Péter Kusztor (HUN)   | 99.                   |
| 204                   | David Lozano (ESP)    | 97.                   |
| 205                   | Andrea Peron (ITA)    | DNF-3                 |
| 206                   | Charles Planet (FRA)  | 81.                   |
| 207                   | Umberto Poli (ITA)    | 138.                  |

| Polska POL | Polska POL               | Polska POL |
| ---------- | ------------------------ | ---------- |
| Nr         | Kolarz                   | Miejsce    |
| 211        | Adrian Banaszek          | 125.       |
| 212        | Alan Banaszek            | 136.       |
| 213        | Paweł Bernas             | 67.        |
| 214        | Piotr Brożyna            | 31.        |
| 215        | Przemysław Kasperkiewicz | 127.       |
| 216        | Maciej Paterski          | 100.       |
| 217        | Patryk Stosz             | 84.        |

| Team Ineos INS | Team Ineos INS        | Team Ineos INS |
| -------------- | --------------------- | -------------- |
| Nr             | Kolarz                | Miejsce        |
| 1              | Richard Carapaz (ECU) | DNS-5          |
| 2              | Rohan Dennis (AUS)    | 78.            |
| 3              | Owain Doull (GBR)     | 47.            |
| 4              | Edward Dunbar (IRL)   | 26.            |
| 5              | Michał Gołaś (POL)    | 76.            |
| 6              | Luke Rowe (GBR)       | 63.            |
| 7              | Ian Stannard (GBR)    | DNF-4          |

| AG2R La Mondiale ALM | AG2R La Mondiale ALM    | AG2R La Mondiale ALM |
| -------------------- | ----------------------- | -------------------- |
| Nr                   | Kolarz                  | Miejsce              |
| 11                   | Geoffrey Bouchard (FRA) | 36.                  |
| 12                   | Axel Domont (FRA)       | 69.                  |
| 13                   | Ben Gastauer (LUX)      | 38.                  |
| 14                   | Dorian Godon (FRA)      | 73.                  |
| 15                   | Alexis Gougeard (FRA)   | 66.                  |
| 16                   | Quentin Jauregui (FRA)  | DNF-3                |
| 17                   | Harry Tanfield (GBR)    | 134.                 |

| Astana AST | Astana AST              | Astana AST |
| ---------- | ----------------------- | ---------- |
| Nr         | Kolarz                  | Miejsce    |
| 21         | Laurens De Vreese (BEL) | 121.       |
| 22         | Jakob Fuglsang (DEN)    | 2.         |
| 23         | Jonas Gregaard (DEN)    | 79.        |
| 24         | Jewgienij Gidicz (KAZ)  | 107.       |
| 25         | Hugo Houle (CAN)        | 24.        |
| 26         | Ion Izagirre (ESP)      | 20.        |
| 27         | Jurij Natarow (KAZ)     | 39.        |

| Bahrain McLaren TBM | Bahrain McLaren TBM     | Bahrain McLaren TBM |
| ------------------- | ----------------------- | ------------------- |
| Nr                  | Kolarz                  | Miejsce             |
| 31                  | Phil Bauhaus (GER)      | 137.                |
| 32                  | Mark Cavendish (GBR)    | 137.                |
| 33                  | Heinrich Haussler (AUS) | 89.                 |
| 34                  | Mark Padun (UKR)        | 61.                 |
| 35                  | Wout Poels (NED)        | 35.                 |
| 36                  | Marcel Sieberg (GER)    | 120.                |
| 37                  | Fred Wright (GBR)       | 94.                 |

| Bora-Hansgrohe BOH | Bora-Hansgrohe BOH                  | Bora-Hansgrohe BOH |
| ------------------ | ----------------------------------- | ------------------ |
| Nr                 | Kolarz                              | Miejsce            |
| 41                 | Pascal Ackermann (GER)              | 104.               |
| 42                 | Maciej Bodnar (POL)                 | 117.               |
| 43                 | Patrick Konrad (AUT) (szosa)        | 21.                |
| 44                 | Rafał Majka (POL)                   | 4.                 |
| 45                 | Maximilian Schachmann (GER) (szosa) | 13.                |
| 46                 | Michael Schwarzmann (GER)           | 108.               |
| 47                 | Rüdiger Selig (GER)                 | 111.               |

| CCC Team CCC | CCC Team CCC        | CCC Team CCC |
| ------------ | ------------------- | ------------ |
| Nr           | Kolarz              | Miejsce      |
| 51           | Patrick Bevin (NZL) | 92.          |
| 52           | Simon Geschke (GER) | 23.          |
| 53           | Kamil Gradek (POL)  | 96.          |
| 54           | Kamil Małecki (POL) | 6.           |
| 55           | Szymon Sajnok (POL) | 112.         |
| 56           | Attila Valter (HUN) | 27.          |
| 57           | Ilnur Zakarin (RUS) | 32.          |

| Cofidis COF | Cofidis COF          | Cofidis COF |
| ----------- | -------------------- | ----------- |
| Nr          | Kolarz               | Miejsce     |
| 61          | Piet Allegaert (BEL) | 86.         |
| 62          | Dimitri Claeys (BEL) | 51.         |
| 63          | Nathan Haas (AUS)    | 57.         |
| 64          | Jesper Hansen (DEN)  | 18.         |
| 65          | José Herrada (ESP)   | 33.         |
| 66          | Damien Touzé (FRA)   | DNS-2       |
| 67          | Julien Vermote (BEL) | 75.         |

| Deceuninck-Quick Step DQT | Deceuninck-Quick Step DQT    | Deceuninck-Quick Step DQT |
| ------------------------- | ---------------------------- | ------------------------- |
| Nr                        | Kolarz                       | Miejsce                   |
| 71                        | Davide Ballerini (ITA)       | 72.                       |
| 72                        | Mattia Cattaneo (ITA)        | 77.                       |
| 73                        | Dries Devenyns (BEL)         | 68.                       |
| 74                        | Remco Evenepoel (BEL)        | 1.                        |
| 75                        | Fabio Jakobsen (NED) (szosa) | DNS-2                     |
| 76                        | James Knox (GBR)             | 87.                       |
| 77                        | Florian Sénéchal (FRA)       | 70.                       |

| EF Pro Cycling EF1 | EF Pro Cycling EF1        | EF Pro Cycling EF1 |
| ------------------ | ------------------------- | ------------------ |
| Nr                 | Kolarz                    | Miejsce            |
| 81                 | Moreno Hofland (NED)      | DNF-4              |
| 82                 | Sebastian Langeveld (NED) | 132.               |
| 83                 | Neilson Powless (USA)     | 25.                |
| 84                 | Jonas Rutsch (GER)        | 83.                |
| 85                 | Thomas Scully (NZL)       | 105.               |
| 86                 | Julius van den Berg (NED) | DNF-3              |
| 87                 | James Whelan (AUS)        | 22.                |

| Groupama-FDJ GFC | Groupama-FDJ GFC      | Groupama-FDJ GFC |
| ---------------- | --------------------- | ---------------- |
| Nr               | Kolarz                | Miejsce          |
| 91               | Mickaël Delage (FRA)  | DNF-3            |
| 92               | Olivier Le Gac (FRA)  | 44.              |
| 93               | Fabian Lienhard (SUI) | 74.              |
| 94               | Rudy Molard (FRA)     | 15.              |
| 95               | Anthony Roux (FRA)    | 34.              |
| 96               | Marc Sarreau (FRA)    | DNS-2            |
| 97               | Benjamin Thomas (FRA) | 45.              |

| Israel Start-Up Nation ISN | Israel Start-Up Nation ISN | Israel Start-Up Nation ISN |
| -------------------------- | -------------------------- | -------------------------- |
| Nr                         | Kolarz                     | Miejsce                    |
| 101                        | Rudy Barbier (FRA)         | 123.                       |
| 102                        | Jenthe Biermans (BEL)      | 41.                        |
| 103                        | Matthias Brändle (AUT)     | 133.                       |
| 104                        | Alexander Cataford (CAN)   | 42.                        |
| 105                        | James Piccoli (CAN)        | 40.                        |
| 106                        | Alexis Renard (FRA)        | 101.                       |
| 107                        | Norman Vahtra (EST)        | 128.                       |

| Mitchelton-Scott MTS | Mitchelton-Scott MTS | Mitchelton-Scott MTS |
| -------------------- | -------------------- | -------------------- |
| Nr                   | Kolarz               | Miejsce              |
| 111                  | Sam Bewley (NZL)     | 98.                  |
| 112                  | Esteban Chaves (COL) | 11.                  |
| 113                  | Daryl Impey (RSA)    | 90.                  |
| 114                  | Luka Mezgec (SLO)    | 56.                  |
| 115                  | Mikel Nieve (ESP)    | 9.                   |
| 116                  | Simon Yates (GBR)    | 3.                   |
| 117                  | Barnabás Peák (HUN)  | 109.                 |

| Movistar Team MOV | Movistar Team MOV      | Movistar Team MOV |
| ----------------- | ---------------------- | ----------------- |
| Nr                | Kolarz                 | Miejsce           |
| 121               | Jorge Arcas (ESP)      | 52.               |
| 122               | Imanol Erviti (ESP)    | 37.               |
| 123               | Lluís Mas (ESP)        | 43.               |
| 124               | Sebastián Mora (ESP)   | 106.              |
| 125               | Eduard Prades (ESP)    | DNS-2             |
| 126               | Jürgen Roelandts (BEL) | DNF-4             |
| 127               | Albert Torres (ESP)    | 88.               |

| NTT Pro Cycling NTT | NTT Pro Cycling NTT       | NTT Pro Cycling NTT |
| ------------------- | ------------------------- | ------------------- |
| Nr                  | Kolarz                    | Miejsce             |
| 131                 | Ryan Gibbons (RSA)        | 54.                 |
| 132                 | Samuele Battistella (ITA) | 103.                |
| 133                 | Stefan de Bod (RSA)       | 60.                 |
| 134                 | Enrico Gasparotto (SUI)   | 82.                 |
| 135                 | Ben King (USA)            | 55.                 |
| 136                 | Gino Mäder (SUI)          | 91.                 |
| 137                 | Dylan Sunderland (AUS)    | 130.                |

| Lotto-Soudal LTS | Lotto-Soudal LTS        | Lotto-Soudal LTS |
| ---------------- | ----------------------- | ---------------- |
| Nr               | Kolarz                  | Miejsce          |
| 141              | Steff Cras (BEL)        | 30.              |
| 142              | Thomas De Gendt (BEL)   | 119.             |
| 144              | John Degenkolb (GER)    | 93.              |
| 145              | Jonathan Dibben (GBR)   | 135.             |
| 146              | Roger Kluge (GER)       | 124.             |
| 147              | Tomasz Marczyński (POL) | DNF-4            |
| 148              | Tim Wellens (BEL)       | 12.              |

| Jumbo-Visma TJV | Jumbo-Visma TJV           | Jumbo-Visma TJV |
| --------------- | ------------------------- | --------------- |
| Nr              | Kolarz                    | Miejsce         |
| 151             | Dylan Groenewegen (NED)   | DSQ-1           |
| 152             | Tobias Foss (NOR)         | 19.             |
| 153             | Chris Harper (AUS)        | 58.             |
| 154             | Christoph Pfingsten (GER) | 64.             |
| 155             | Jonas Vingegaard (DEN)    | 8.              |
| 156             | Jos van Emden (NED)       | 85.             |
| 157             | Taco van der Hoorn (NED)  | 80.             |

| Team Sunweb SUN | Team Sunweb SUN       | Team Sunweb SUN |
| --------------- | --------------------- | --------------- |
| Nr              | Kolarz                | Miejsce         |
| 161             | Alberto Dainese (ITA) | 118.            |
| 162             | Nils Eekhoff (NED)    | 126.            |
| 163             | Chris Hamilton (AUS)  | 17.             |
| 164             | Jai Hindley (AUS)     | 14.             |
| 165             | Wilco Kelderman (NED) | 7.              |
| 166             | Casper Pedersen (DEN) | 29.             |
| 167             | Florian Stork (GER)   | 46.             |

| Trek-Segafredo TFS | Trek-Segafredo TFS          | Trek-Segafredo TFS |
| ------------------ | --------------------------- | ------------------ |
| Nr                 | Kolarz                      | Miejsce            |
| 171                | Alex Kirsch (LUX)           | 113.               |
| 172                | Emīls Liepiņš (LAT)         | 114.               |
| 173                | Ryan Mullen (IRL)           | 102.               |
| 174                | Mads Pedersen (DEN) (szosa) | 131.               |
| 175                | Quinn Simmons (USA)         | 16.                |
| 176                | Jasper Stuyven (BEL)        | 48.                |
| 177                | Edward Theuns (BEL)         | 62.                |

| UAE Team Emirates UAD | UAE Team Emirates UAD       | UAE Team Emirates UAD |
| --------------------- | --------------------------- | --------------------- |
| Nr                    | Kolarz                      | Miejsce               |
| 181                   | Rui Costa (POR)             | 10.                   |
| 182                   | Brandon McNulty (USA)       | 53.                   |
| 183                   | Juan Sebastián Molano (COL) | 129.                  |
| 184                   | Ivo Oliveira (POR)          | DNS-5                 |
| 185                   | Rui Oliveira (POR)          | 122.                  |
| 186                   | Jasper Philipsen (BEL)      | 65.                   |
| 187                   | Diego Ulissi (ITA)          | 5.                    |

| Gazprom-RusVelo GAZ | Gazprom-RusVelo GAZ       | Gazprom-RusVelo GAZ |
| ------------------- | ------------------------- | ------------------- |
| Nr                  | Kolarz                    | Miejsce             |
| 191                 | Siergiej Czerniecki (RUS) | 28.                 |
| 192                 | Nikołaj Czerkasow (RUS)   | 59.                 |
| 193                 | Dienis Niekrasow (RUS)    | 71.                 |
| 194                 | Artiom Nycz (RUS)         | 50.                 |
| 195                 | Iwan Rowny (RUS)          | 49.                 |
| 196                 | Piotr Rikunow (RUS)       | 95.                 |
| 197                 | Christian Scaroni (ITA)   | 116.                |

| Team Novo Nordisk TNN | Team Novo Nordisk TNN | Team Novo Nordisk TNN |
| --------------------- | --------------------- | --------------------- |
| Nr                    | Kolarz                | Miejsce               |
| 201                   | Sam Brand (GBR)       | 115.                  |
| 202                   | Brian Kamstra (NED)   | DNF-3                 |
| 203                   | Péter Kusztor (HUN)   | 99.                   |
| 204                   | David Lozano (ESP)    | 97.                   |
| 205                   | Andrea Peron (ITA)    | DNF-3                 |
| 206                   | Charles Planet (FRA)  | 81.                   |
| 207                   | Umberto Poli (ITA)    | 138.                  |

| Polska POL | Polska POL               | Polska POL |
| ---------- | ------------------------ | ---------- |
| Nr         | Kolarz                   | Miejsce    |
| 211        | Adrian Banaszek          | 125.       |
| 212        | Alan Banaszek            | 136.       |
| 213        | Paweł Bernas             | 67.        |
| 214        | Piotr Brożyna            | 31.        |
| 215        | Przemysław Kasperkiewicz | 127.       |
| 216        | Maciej Paterski          | 100.       |
| 217        | Patryk Stosz             | 84.        |

Legenda: DNF – nie ukończył etapu, OTL – przekroczył limit czasu, DNS – nie wystartował do etapu, DSQ – zdyskwalifikowany. Numer przy skrócie oznacza etap, na którym kolarz opuścił wyścig.

## Wyniki etapów

### Etap 1
| Stadion Śląski - Katowice | płaski | (195,8 km) |

| \| Klasyfikacja etapu \| Klasyfikacja etapu \| Klasyfikacja etapu \| Klasyfikacja etapu \| Klasyfikacja etapu \| \| Kolarz \| Kolarz \| Państwo \| Drużyna \| Czas \| \| ------------------ \| ------------------ \| ------------------ \| --------------------- \| ------------------ \| \| 1. \| Fabio Jakobsen \| Holandia \| Deceuninck-Quick Step \| 4h 31' 50" \| \| 2. \| Marc Sarreau \| Francja \| Groupama-FDJ \| + 0" \| \| 3. \| Luka Mezgec \| Słowenia \| Mitchelton-Scott \| + 0" \| \| 4. \| Jasper Philipsen \| Belgia \| UAE Team Emirates \| + 0" \| \| 5. \| Ryan Gibbons \| Południowa Afryka \| NTT Pro Cycling \| + 0" \| \| 6. \| Szymon Sajnok \| Polska \| CCC Team \| + 0" \| \| 7. \| Damien Touzé \| Francja \| Cofidis \| + 0" \| \| 8. \| Roger Kluge \| Niemcy \| Lotto-Soudal \| + 0" \| \| 9. \| Moreno Hofland \| Holandia \| EF Pro Cycling \| + 0" \| \| 10. \| Edward Theuns \| Belgia \| Trek-Segafredo \| + 0" \| |                  |                   |                       |            |
| |                  |                   |                       |            |
| Źródło: ProCyclingStats |                  |                   |                       |            |
| Klasyfikacja etapu |                  |                   |                       |            |
| Kolarz | Kolarz           | Państwo           | Drużyna               | Czas       |
| 1. | Fabio Jakobsen   | Holandia          | Deceuninck-Quick Step | 4h 31' 50" |
| 2. | Marc Sarreau     | Francja           | Groupama-FDJ          | + 0"       |
| 3. | Luka Mezgec      | Słowenia          | Mitchelton-Scott      | + 0"       |
| 4. | Jasper Philipsen | Belgia            | UAE Team Emirates     | + 0"       |
| 5. | Ryan Gibbons     | Południowa Afryka | NTT Pro Cycling       | + 0"       |
| 6. | Szymon Sajnok    | Polska            | CCC Team              | + 0"       |
| 7. | Damien Touzé     | Francja           | Cofidis               | + 0"       |
| 8. | Roger Kluge      | Niemcy            | Lotto-Soudal          | + 0"       |
| 9. | Moreno Hofland   | Holandia          | EF Pro Cycling        | + 0"       |
| 10. | Edward Theuns    | Belgia            | Trek-Segafredo        | + 0"       |

| \| Klasyfikacja generalna \| Klasyfikacja generalna \| Klasyfikacja generalna \| Klasyfikacja generalna \| Klasyfikacja generalna \| \| Kolarz \| Kolarz \| Państwo \| Drużyna \| Czas \| \| ---------------------- \| ---------------------- \| ---------------------- \| ---------------------- \| ---------------------- \| \| 1. \| Fabio Jakobsen \| Holandia \| Deceuninck-Quick Step \| 4h 31' 40" \| \| 2. \| Marc Sarreau \| Francja \| Groupama-FDJ \| + 4" \| \| 3. \| Kamil Małecki \| Polska \| CCC Team \| + 4" \| \| 4. \| Luka Mezgec \| Słowenia \| Mitchelton-Scott \| + 6" \| \| 5. \| Jasper Philipsen \| Belgia \| UAE Team Emirates \| + 10" \| \| 6. \| Ryan Gibbons \| Południowa Afryka \| NTT Pro Cycling \| + 10" \| \| 7. \| Szymon Sajnok \| Polska \| CCC Team \| + 10" \| \| 8. \| Damien Touzé \| Francja \| Cofidis \| + 10" \| \| 9. \| Roger Kluge \| Niemcy \| Lotto-Soudal \| + 10" \| \| 10. \| Moreno Hofland \| Holandia \| EF Pro Cycling \| + 10" \| |                  |                   |                       |            |
| |                  |                   |                       |            |
| Źródło: ProCyclingStats |                  |                   |                       |            |
| Klasyfikacja generalna |                  |                   |                       |            |
| Kolarz | Kolarz           | Państwo           | Drużyna               | Czas       |
| 1. | Fabio Jakobsen   | Holandia          | Deceuninck-Quick Step | 4h 31' 40" |
| 2. | Marc Sarreau     | Francja           | Groupama-FDJ          | + 4"       |
| 3. | Kamil Małecki    | Polska            | CCC Team              | + 4"       |
| 4. | Luka Mezgec      | Słowenia          | Mitchelton-Scott      | + 6"       |
| 5. | Jasper Philipsen | Belgia            | UAE Team Emirates     | + 10"      |
| 6. | Ryan Gibbons     | Południowa Afryka | NTT Pro Cycling       | + 10"      |
| 7. | Szymon Sajnok    | Polska            | CCC Team              | + 10"      |
| 8. | Damien Touzé     | Francja           | Cofidis               | + 10"      |
| 9. | Roger Kluge      | Niemcy            | Lotto-Soudal          | + 10"      |
| 10. | Moreno Hofland   | Holandia          | EF Pro Cycling        | + 10"      |

### Etap 2
| Opole - Zabrze | płaski | (151,5 km) |

| \| Klasyfikacja etapu \| Klasyfikacja etapu \| Klasyfikacja etapu \| Klasyfikacja etapu \| Klasyfikacja etapu \| \| Kolarz \| Kolarz \| Państwo \| Drużyna \| Czas \| \| ------------------ \| ------------------ \| ------------------ \| ---------------------- \| ------------------ \| \| 1. \| Mads Pedersen \| Dania \| Trek-Segafredo \| 3h 26' 02" \| \| 2. \| Pascal Ackermann \| Niemcy \| Bora-Hansgrohe \| + 0" \| \| 3. \| Davide Ballerini \| Włochy \| Deceuninck-Quick Step \| + 0" \| \| 4. \| Rudy Barbier \| Francja \| Israel Start-Up Nation \| + 0" \| \| 5. \| Alberto Dainese \| Włochy \| Team Sunweb \| + 0" \| \| 6. \| Albert Torres \| Hiszpania \| Movistar Team \| + 0" \| \| 7. \| Szymon Sajnok \| Polska \| CCC Team \| + 0" \| \| 8. \| Jasper Philipsen \| Belgia \| UAE Team Emirates \| + 0" \| \| 9. \| Piet Allegaert \| Belgia \| Cofidis \| + 0" \| \| 10. \| Jürgen Roelandts \| Belgia \| Movistar Team \| + 0" \| |                  |           |                        |            |
| |                  |           |                        |            |
| Źródło: ProCyclingStats |                  |           |                        |            |
| Klasyfikacja etapu |                  |           |                        |            |
| Kolarz | Kolarz           | Państwo   | Drużyna                | Czas       |
| 1. | Mads Pedersen    | Dania     | Trek-Segafredo         | 3h 26' 02" |
| 2. | Pascal Ackermann | Niemcy    | Bora-Hansgrohe         | + 0"       |
| 3. | Davide Ballerini | Włochy    | Deceuninck-Quick Step  | + 0"       |
| 4. | Rudy Barbier     | Francja   | Israel Start-Up Nation | + 0"       |
| 5. | Alberto Dainese  | Włochy    | Team Sunweb            | + 0"       |
| 6. | Albert Torres    | Hiszpania | Movistar Team          | + 0"       |
| 7. | Szymon Sajnok    | Polska    | CCC Team               | + 0"       |
| 8. | Jasper Philipsen | Belgia    | UAE Team Emirates      | + 0"       |
| 9. | Piet Allegaert   | Belgia    | Cofidis                | + 0"       |
| 10. | Jürgen Roelandts | Belgia    | Movistar Team          | + 0"       |

| \| Klasyfikacja generalna \| Klasyfikacja generalna \| Klasyfikacja generalna \| Klasyfikacja generalna \| Klasyfikacja generalna \| \| Kolarz \| Kolarz \| Państwo \| Drużyna \| Czas \| \| ---------------------- \| ---------------------- \| ---------------------- \| ---------------------- \| ---------------------- \| \| 1. \| Mads Pedersen \| Dania \| Trek-Segafredo \| 7h 57' 42" \| \| 2. \| Pascal Ackermann \| Niemcy \| Bora-Hansgrohe \| + 4" \| \| 3. \| Kamil Małecki \| Polska \| CCC Team \| + 4" \| \| 4. \| Luka Mezgec \| Słowenia \| Mitchelton-Scott \| + 6" \| \| 5. \| Davide Ballerini \| Włochy \| Deceuninck-Quick Step \| + 6" \| \| 6. \| Wout Poels \| Holandia \| Bahrain McLaren \| + 9" \| \| 7. \| Jasper Philipsen \| Belgia \| UAE Team Emirates \| + 10" \| \| 8. \| Szymon Sajnok \| Polska \| CCC Team \| + 10" \| \| 9. \| Alberto Dainese \| Włochy \| Team Sunweb \| + 10" \| \| 10. \| Mark Cavendish \| Wielka Brytania \| Bahrain McLaren \| + 10" \| |                  |                 |                       |            |
| |                  |                 |                       |            |
| Źródło: ProCyclingStats |                  |                 |                       |            |
| Klasyfikacja generalna |                  |                 |                       |            |
| Kolarz | Kolarz           | Państwo         | Drużyna               | Czas       |
| 1. | Mads Pedersen    | Dania           | Trek-Segafredo        | 7h 57' 42" |
| 2. | Pascal Ackermann | Niemcy          | Bora-Hansgrohe        | + 4"       |
| 3. | Kamil Małecki    | Polska          | CCC Team              | + 4"       |
| 4. | Luka Mezgec      | Słowenia        | Mitchelton-Scott      | + 6"       |
| 5. | Davide Ballerini | Włochy          | Deceuninck-Quick Step | + 6"       |
| 6. | Wout Poels       | Holandia        | Bahrain McLaren       | + 9"       |
| 7. | Jasper Philipsen | Belgia          | UAE Team Emirates     | + 10"      |
| 8. | Szymon Sajnok    | Polska          | CCC Team              | + 10"      |
| 9. | Alberto Dainese  | Włochy          | Team Sunweb           | + 10"      |
| 10. | Mark Cavendish   | Wielka Brytania | Bahrain McLaren       | + 10"      |

### Etap 3
| Wadowice - Bielsko-Biała | górzysty | (203,1 km) |

| \| Klasyfikacja etapu \| Klasyfikacja etapu \| Klasyfikacja etapu \| Klasyfikacja etapu \| Klasyfikacja etapu \| \| Kolarz \| Kolarz \| Państwo \| Drużyna \| Czas \| \| ------------------ \| ------------------ \| ------------------ \| ------------------ \| ------------------ \| \| 1. \| Richard Carapaz \| Ekwador \| Team Ineos \| 5h 04' 54" \| \| 2. \| Diego Ulissi \| Włochy \| UAE Team Emirates \| + 0" \| \| 3. \| Rudy Molard \| Francja \| Groupama-FDJ \| + 0" \| \| 4. \| Jakob Fuglsang \| Dania \| Astana \| + 0" \| \| 5. \| Wilco Kelderman \| Holandia \| Team Sunweb \| + 0" \| \| 6. \| Luka Mezgec \| Słowenia \| Mitchelton-Scott \| + 0" \| \| 7. \| Jasper Stuyven \| Belgia \| Trek-Segafredo \| + 0" \| \| 8. \| Ryan Gibbons \| Południowa Afryka \| NTT Pro Cycling \| + 0" \| \| 9. \| Tim Wellens \| Belgia \| Lotto-Soudal \| + 0" \| \| 10. \| Rafał Majka \| Polska \| Bora-Hansgrohe \| + 0" \| |                 |                   |                   |            |
| |                 |                   |                   |            |
| Źródło: ProCyclingStats |                 |                   |                   |            |
| Klasyfikacja etapu |                 |                   |                   |            |
| Kolarz | Kolarz          | Państwo           | Drużyna           | Czas       |
| 1. | Richard Carapaz | Ekwador           | Team Ineos        | 5h 04' 54" |
| 2. | Diego Ulissi    | Włochy            | UAE Team Emirates | + 0"       |
| 3. | Rudy Molard     | Francja           | Groupama-FDJ      | + 0"       |
| 4. | Jakob Fuglsang  | Dania             | Astana            | + 0"       |
| 5. | Wilco Kelderman | Holandia          | Team Sunweb       | + 0"       |
| 6. | Luka Mezgec     | Słowenia          | Mitchelton-Scott  | + 0"       |
| 7. | Jasper Stuyven  | Belgia            | Trek-Segafredo    | + 0"       |
| 8. | Ryan Gibbons    | Południowa Afryka | NTT Pro Cycling   | + 0"       |
| 9. | Tim Wellens     | Belgia            | Lotto-Soudal      | + 0"       |
| 10. | Rafał Majka     | Polska            | Bora-Hansgrohe    | + 0"       |

| \| Klasyfikacja generalna \| Klasyfikacja generalna \| Klasyfikacja generalna \| Klasyfikacja generalna \| Klasyfikacja generalna \| \| Kolarz \| Kolarz \| Państwo \| Drużyna \| Czas \| \| ---------------------- \| ---------------------- \| ---------------------- \| ---------------------- \| ---------------------- \| \| 1. \| Richard Carapaz \| Ekwador \| Team Ineos \| 13h 02' 36" \| \| 2. \| Diego Ulissi \| Włochy \| UAE Team Emirates \| + 4" \| \| 3. \| Kamil Małecki \| Polska \| CCC Team \| + 4" \| \| 4. \| Luka Mezgec \| Słowenia \| Mitchelton-Scott \| + 6" \| \| 5. \| Rudy Molard \| Francja \| Groupama-FDJ \| + 6" \| \| 6. \| Ryan Gibbons \| Południowa Afryka \| NTT Pro Cycling \| + 10" \| \| 7. \| Rui Costa \| Portugalia \| UAE Team Emirates \| + 10" \| \| 8. \| Rafał Majka \| Polska \| Bora-Hansgrohe \| + 10" \| \| 9. \| Neilson Powless \| Stany Zjednoczone \| EF Pro Cycling \| + 10" \| \| 10. \| Edward Dunbar \| Irlandia \| Team Ineos \| + 10" \| |                 |                   |                   |             |
| |                 |                   |                   |             |
| Źródło: ProCyclingStats |                 |                   |                   |             |
| Klasyfikacja generalna |                 |                   |                   |             |
| Kolarz | Kolarz          | Państwo           | Drużyna           | Czas        |
| 1. | Richard Carapaz | Ekwador           | Team Ineos        | 13h 02' 36" |
| 2. | Diego Ulissi    | Włochy            | UAE Team Emirates | + 4"        |
| 3. | Kamil Małecki   | Polska            | CCC Team          | + 4"        |
| 4. | Luka Mezgec     | Słowenia          | Mitchelton-Scott  | + 6"        |
| 5. | Rudy Molard     | Francja           | Groupama-FDJ      | + 6"        |
| 6. | Ryan Gibbons    | Południowa Afryka | NTT Pro Cycling   | + 10"       |
| 7. | Rui Costa       | Portugalia        | UAE Team Emirates | + 10"       |
| 8. | Rafał Majka     | Polska            | Bora-Hansgrohe    | + 10"       |
| 9. | Neilson Powless | Stany Zjednoczone | EF Pro Cycling    | + 10"       |
| 10. | Edward Dunbar   | Irlandia          | Team Ineos        | + 10"       |

### Etap 4
| Bukowina Tatrzańska - Bukowina Tatrzańska | górski | (173 km) |

| \| Klasyfikacja etapu \| Klasyfikacja etapu \| Klasyfikacja etapu \| Klasyfikacja etapu \| Klasyfikacja etapu \| \| Kolarz \| Kolarz \| Państwo \| Drużyna \| Czas \| \| ------------------ \| --------------------- \| ------------------ \| --------------------- \| ------------------ \| \| 1. \| Remco Evenepoel \| Belgia \| Deceuninck-Quick Step \| 3h 55' 52" \| \| 2. \| Jakob Fuglsang \| Dania \| Astana \| + 1' 48" \| \| 3. \| Simon Yates \| Wielka Brytania \| Mitchelton-Scott \| + 2' 22" \| \| 4. \| Rafał Majka \| Polska \| Bora-Hansgrohe \| + 2' 22" \| \| 5. \| Diego Ulissi \| Włochy \| UAE Team Emirates \| + 3' 05" \| \| 6. \| Wilco Kelderman \| Holandia \| Team Sunweb \| + 3' 05" \| \| 7. \| Kamil Małecki \| Polska \| CCC Team \| + 3' 08" \| \| 8. \| Mikel Nieve \| Hiszpania \| Mitchelton-Scott \| + 3' 08" \| \| 9. \| Jonas Vingegaard \| Dania \| Jumbo-Visma \| + 3' 08" \| \| 10. \| Maximilian Schachmann \| Niemcy \| Bora-Hansgrohe \| + 3' 09" \| |                       |                 |                       |            |
| |                       |                 |                       |            |
| Źródło: ProCyclingStats |                       |                 |                       |            |
| Klasyfikacja etapu |                       |                 |                       |            |
| Kolarz | Kolarz                | Państwo         | Drużyna               | Czas       |
| 1. | Remco Evenepoel       | Belgia          | Deceuninck-Quick Step | 3h 55' 52" |
| 2. | Jakob Fuglsang        | Dania           | Astana                | + 1' 48"   |
| 3. | Simon Yates           | Wielka Brytania | Mitchelton-Scott      | + 2' 22"   |
| 4. | Rafał Majka           | Polska          | Bora-Hansgrohe        | + 2' 22"   |
| 5. | Diego Ulissi          | Włochy          | UAE Team Emirates     | + 3' 05"   |
| 6. | Wilco Kelderman       | Holandia        | Team Sunweb           | + 3' 05"   |
| 7. | Kamil Małecki         | Polska          | CCC Team              | + 3' 08"   |
| 8. | Mikel Nieve           | Hiszpania       | Mitchelton-Scott      | + 3' 08"   |
| 9. | Jonas Vingegaard      | Dania           | Jumbo-Visma           | + 3' 08"   |
| 10. | Maximilian Schachmann | Niemcy          | Bora-Hansgrohe        | + 3' 09"   |

| \| Klasyfikacja generalna \| Klasyfikacja generalna \| Klasyfikacja generalna \| Klasyfikacja generalna \| Klasyfikacja generalna \| \| Kolarz \| Kolarz \| Państwo \| Drużyna \| Czas \| \| ---------------------- \| ---------------------- \| ---------------------- \| ---------------------- \| ---------------------- \| \| 1. \| Remco Evenepoel \| Belgia \| Deceuninck-Quick Step \| 16h 58' 28" \| \| 2. \| Jakob Fuglsang \| Dania \| Astana \| + 1' 52" \| \| 3. \| Simon Yates \| Wielka Brytania \| Mitchelton-Scott \| + 2' 28" \| \| 4. \| Rafał Majka \| Polska \| Bora-Hansgrohe \| + 2' 32" \| \| 5. \| Diego Ulissi \| Włochy \| UAE Team Emirates \| + 3' 09" \| \| 6. \| Kamil Małecki \| Polska \| CCC Team \| + 3' 12" \| \| 7. \| Wilco Kelderman \| Holandia \| Team Sunweb \| + 3' 15" \| \| 8. \| Jonas Vingegaard \| Dania \| Jumbo-Visma \| + 3' 18" \| \| 9. \| Mikel Nieve \| Hiszpania \| Mitchelton-Scott \| + 3' 18" \| \| 10. \| Rui Costa \| Portugalia \| UAE Team Emirates \| + 3' 19" \| |                  |                 |                       |             |
| |                  |                 |                       |             |
| Źródło: ProCyclingStats |                  |                 |                       |             |
| Klasyfikacja generalna |                  |                 |                       |             |
| Kolarz | Kolarz           | Państwo         | Drużyna               | Czas        |
| 1. | Remco Evenepoel  | Belgia          | Deceuninck-Quick Step | 16h 58' 28" |
| 2. | Jakob Fuglsang   | Dania           | Astana                | + 1' 52"    |
| 3. | Simon Yates      | Wielka Brytania | Mitchelton-Scott      | + 2' 28"    |
| 4. | Rafał Majka      | Polska          | Bora-Hansgrohe        | + 2' 32"    |
| 5. | Diego Ulissi     | Włochy          | UAE Team Emirates     | + 3' 09"    |
| 6. | Kamil Małecki    | Polska          | CCC Team              | + 3' 12"    |
| 7. | Wilco Kelderman  | Holandia        | Team Sunweb           | + 3' 15"    |
| 8. | Jonas Vingegaard | Dania           | Jumbo-Visma           | + 3' 18"    |
| 9. | Mikel Nieve      | Hiszpania       | Mitchelton-Scott      | + 3' 18"    |
| 10. | Rui Costa        | Portugalia      | UAE Team Emirates     | + 3' 19"    |

### Etap 5
| Zakopane - Kraków | górzysty | (188 km) |

| \| Klasyfikacja etapu \| Klasyfikacja etapu \| Klasyfikacja etapu \| Klasyfikacja etapu \| Klasyfikacja etapu \| \| Kolarz \| Kolarz \| Państwo \| Drużyna \| Czas \| \| ------------------ \| --------------------- \| ------------------ \| ---------------------- \| ------------------ \| \| 1. \| Davide Ballerini \| Włochy \| Deceuninck-Quick Step \| 4h 31' 22" \| \| 2. \| Pascal Ackermann \| Niemcy \| Bora-Hansgrohe \| + 0" \| \| 3. \| Alberto Dainese \| Włochy \| Team Sunweb \| + 0" \| \| 4. \| Ryan Gibbons \| Południowa Afryka \| NTT Pro Cycling \| + 0" \| \| 5. \| Jasper Philipsen \| Belgia \| UAE Team Emirates \| + 0" \| \| 6. \| Rudy Barbier \| Francja \| Israel Start-Up Nation \| + 0" \| \| 7. \| Juan Sebastián Molano \| Kolumbia \| UAE Team Emirates \| + 0" \| \| 8. \| Phil Bauhaus \| Niemcy \| Bahrain McLaren \| + 0" \| \| 9. \| Szymon Sajnok \| Polska \| CCC Team \| + 0" \| \| 10. \| Albert Torres \| Hiszpania \| Movistar Team \| + 0" \| |                       |                   |                        |            |
| |                       |                   |                        |            |
| Źródło: ProCyclingStats |                       |                   |                        |            |
| Klasyfikacja etapu |                       |                   |                        |            |
| Kolarz | Kolarz                | Państwo           | Drużyna                | Czas       |
| 1. | Davide Ballerini      | Włochy            | Deceuninck-Quick Step  | 4h 31' 22" |
| 2. | Pascal Ackermann      | Niemcy            | Bora-Hansgrohe         | + 0"       |
| 3. | Alberto Dainese       | Włochy            | Team Sunweb            | + 0"       |
| 4. | Ryan Gibbons          | Południowa Afryka | NTT Pro Cycling        | + 0"       |
| 5. | Jasper Philipsen      | Belgia            | UAE Team Emirates      | + 0"       |
| 6. | Rudy Barbier          | Francja           | Israel Start-Up Nation | + 0"       |
| 7. | Juan Sebastián Molano | Kolumbia          | UAE Team Emirates      | + 0"       |
| 8. | Phil Bauhaus          | Niemcy            | Bahrain McLaren        | + 0"       |
| 9. | Szymon Sajnok         | Polska            | CCC Team               | + 0"       |
| 10. | Albert Torres         | Hiszpania         | Movistar Team          | + 0"       |

## Klasyfikacje

### Klasyfikacja generalna
| \| Klasyfikacja generalna \| Klasyfikacja generalna \| Klasyfikacja generalna \| Klasyfikacja generalna \| Klasyfikacja generalna \| \| Kolarz \| Kolarz \| Państwo \| Drużyna \| Czas \| \| ---------------------- \| ---------------------- \| ---------------------- \| ---------------------- \| ---------------------- \| \| 1. \| Remco Evenepoel \| Belgia \| Deceuninck-Quick Step \| 21h 29' 50" \| \| 2. \| Jakob Fuglsang \| Dania \| Astana \| + 1' 52" \| \| 3. \| Simon Yates \| Wielka Brytania \| Mitchelton-Scott \| + 2' 28" \| \| 4. \| Rafał Majka \| Polska \| Bora-Hansgrohe \| + 2' 32" \| \| 5. \| Diego Ulissi \| Włochy \| UAE Team Emirates \| + 3' 09" \| \| 6. \| Kamil Małecki \| Polska \| CCC Team \| + 3' 12" \| \| 7. \| Wilco Kelderman \| Holandia \| Team Sunweb \| + 3' 15" \| \| 8. \| Jonas Vingegaard \| Dania \| Jumbo-Visma \| + 3' 18" \| \| 9. \| Mikel Nieve \| Hiszpania \| Mitchelton-Scott \| + 3' 18" \| \| 10. \| Rui Costa \| Portugalia \| UAE Team Emirates \| + 3' 19" \| |                  |                 |                       |             |
| |                  |                 |                       |             |
| Źródło: ProCyclingStats |                  |                 |                       |             |
| Klasyfikacja generalna |                  |                 |                       |             |
| Kolarz | Kolarz           | Państwo         | Drużyna               | Czas        |
| 1. | Remco Evenepoel  | Belgia          | Deceuninck-Quick Step | 21h 29' 50" |
| 2. | Jakob Fuglsang   | Dania           | Astana                | + 1' 52"    |
| 3. | Simon Yates      | Wielka Brytania | Mitchelton-Scott      | + 2' 28"    |
| 4. | Rafał Majka      | Polska          | Bora-Hansgrohe        | + 2' 32"    |
| 5. | Diego Ulissi     | Włochy          | UAE Team Emirates     | + 3' 09"    |
| 6. | Kamil Małecki    | Polska          | CCC Team              | + 3' 12"    |
| 7. | Wilco Kelderman  | Holandia        | Team Sunweb           | + 3' 15"    |
| 8. | Jonas Vingegaard | Dania           | Jumbo-Visma           | + 3' 18"    |
| 9. | Mikel Nieve      | Hiszpania       | Mitchelton-Scott      | + 3' 18"    |
| 10. | Rui Costa        | Portugalia      | UAE Team Emirates     | + 3' 19"    |

| Klasyfikacja sprinterska | Klasyfikacja sprinterska | Klasyfikacja sprinterska | Klasyfikacja sprinterska | Klasyfikacja sprinterska |
| Kolarz                   | Kolarz                   | Państwo                  | Drużyna                  | Punkty                   |
| ------------------------ | ------------------------ | ------------------------ | ------------------------ | ------------------------ |
| 1.                       | Luka Mezgec              | Słowenia                 | Mitchelton-Scott         | 48 pkt                   |
| 2.                       | Jasper Philipsen         | Belgia                   | UAE Team Emirates        | 46 pkt                   |
| 3.                       | Ryan Gibbons             | Południowa Afryka        | NTT Pro Cycling          | 46 pkt                   |
| 4.                       | Diego Ulissi             | Włochy                   | UAE Team Emirates        | 45 pkt                   |
| 5.                       | Pascal Ackermann         | Niemcy                   | Bora-Hansgrohe           | 44 pkt                   |
| 6.                       | Szymon Sajnok            | Polska                   | CCC Team                 | 41 pkt                   |
| 7.                       | Davide Ballerini         | Włochy                   | Deceuninck-Quick Step    | 38 pkt                   |
| 8.                       | Alberto Dainese          | Włochy                   | Team Sunweb              | 37 pkt                   |
| 9.                       | Jakob Fuglsang           | Dania                    | Astana                   | 36 pkt                   |
| 10.                      | Rudy Barbier             | Francja                  | Israel Start-Up Nation   | 32 pkt                   |

| Klasyfikacja sprinterska | Klasyfikacja sprinterska | Klasyfikacja sprinterska | Klasyfikacja sprinterska | Klasyfikacja sprinterska |
| Kolarz                   | Kolarz                   | Państwo                  | Drużyna                  | Punkty                   |
| ------------------------ | ------------------------ | ------------------------ | ------------------------ | ------------------------ |
| 1.                       | Luka Mezgec              | Słowenia                 | Mitchelton-Scott         | 48 pkt                   |
| 2.                       | Jasper Philipsen         | Belgia                   | UAE Team Emirates        | 46 pkt                   |
| 3.                       | Ryan Gibbons             | Południowa Afryka        | NTT Pro Cycling          | 46 pkt                   |
| 4.                       | Diego Ulissi             | Włochy                   | UAE Team Emirates        | 45 pkt                   |
| 5.                       | Pascal Ackermann         | Niemcy                   | Bora-Hansgrohe           | 44 pkt                   |
| 6.                       | Szymon Sajnok            | Polska                   | CCC Team                 | 41 pkt                   |
| 7.                       | Davide Ballerini         | Włochy                   | Deceuninck-Quick Step    | 38 pkt                   |
| 8.                       | Alberto Dainese          | Włochy                   | Team Sunweb              | 37 pkt                   |
| 9.                       | Jakob Fuglsang           | Dania                    | Astana                   | 36 pkt                   |
| 10.                      | Rudy Barbier             | Francja                  | Israel Start-Up Nation   | 32 pkt                   |

| Klasyfikacja górska | Klasyfikacja górska      | Klasyfikacja górska | Klasyfikacja górska   | Klasyfikacja górska |
| Kolarz              | Kolarz                   | Państwo             | Drużyna               | Punkty              |
| ------------------- | ------------------------ | ------------------- | --------------------- | ------------------- |
| 1.                  | Patryk Stosz             | Polska              | Polska                | 64 pkt              |
| 2.                  | Kamil Gradek             | Polska              | CCC Team              | 42 pkt              |
| 3.                  | Nathan Haas              | Australia           | Cofidis               | 36 pkt              |
| 4.                  | Remco Evenepoel          | Belgia              | Deceuninck-Quick Step | 35 pkt              |
| 5.                  | Taco van der Hoorn       | Holandia            | Jumbo-Visma           | 28 pkt              |
| 6.                  | Chris Harper             | Australia           | Jumbo-Visma           | 22 pkt              |
| 7.                  | James Whelan             | Australia           | EF Pro Cycling        | 22 pkt              |
| 8.                  | Kamil Małecki            | Polska              | CCC Team              | 19 pkt              |
| 9.                  | Jakob Fuglsang           | Dania               | Astana                | 17 pkt              |
| 10.                 | Przemysław Kasperkiewicz | Polska              | Polska                | 15 pkt              |

| Klasyfikacja górska | Klasyfikacja górska      | Klasyfikacja górska | Klasyfikacja górska   | Klasyfikacja górska |
| Kolarz              | Kolarz                   | Państwo             | Drużyna               | Punkty              |
| ------------------- | ------------------------ | ------------------- | --------------------- | ------------------- |
| 1.                  | Patryk Stosz             | Polska              | Polska                | 64 pkt              |
| 2.                  | Kamil Gradek             | Polska              | CCC Team              | 42 pkt              |
| 3.                  | Nathan Haas              | Australia           | Cofidis               | 36 pkt              |
| 4.                  | Remco Evenepoel          | Belgia              | Deceuninck-Quick Step | 35 pkt              |
| 5.                  | Taco van der Hoorn       | Holandia            | Jumbo-Visma           | 28 pkt              |
| 6.                  | Chris Harper             | Australia           | Jumbo-Visma           | 22 pkt              |
| 7.                  | James Whelan             | Australia           | EF Pro Cycling        | 22 pkt              |
| 8.                  | Kamil Małecki            | Polska              | CCC Team              | 19 pkt              |
| 9.                  | Jakob Fuglsang           | Dania               | Astana                | 17 pkt              |
| 10.                 | Przemysław Kasperkiewicz | Polska              | Polska                | 15 pkt              |

| Klasyfikacja najaktywniejszych | Klasyfikacja najaktywniejszych | Klasyfikacja najaktywniejszych | Klasyfikacja najaktywniejszych | Klasyfikacja najaktywniejszych |
| Kolarz                         | Kolarz                         | Państwo                        | Drużyna                        | Punkty                         |
| ------------------------------ | ------------------------------ | ------------------------------ | ------------------------------ | ------------------------------ |
| 1.                             | Maciej Paterski                | Polska                         | Polska                         | 15 pkt                         |
| 2.                             | Kamil Małecki                  | Polska                         | CCC Team                       | 6 pkt                          |
| 3.                             | Taco van der Hoorn             | Holandia                       | Jumbo-Visma                    | 4 pkt                          |
| 4.                             | Kamil Gradek                   | Polska                         | CCC Team                       | 4 pkt                          |
| 5.                             | Patryk Stosz                   | Polska                         | Polska                         | 4 pkt                          |
| 6.                             | Geoffrey Bouchard              | Francja                        | AG2R La Mondiale               | 3 pkt                          |
| 7.                             | Hugo Houle                     | Kanada                         | Astana                         | 2 pkt                          |
| 8.                             | James Whelan                   | Australia                      | EF Pro Cycling                 | 1 pkt                          |
| 9.                             | Wout Poels                     | Holandia                       | Bahrain McLaren                | 1 pkt                          |
| 10.                            | Nils Eekhoff                   | Holandia                       | Team Sunweb                    | 1 pkt                          |

| Klasyfikacja najaktywniejszych | Klasyfikacja najaktywniejszych | Klasyfikacja najaktywniejszych | Klasyfikacja najaktywniejszych | Klasyfikacja najaktywniejszych |
| Kolarz                         | Kolarz                         | Państwo                        | Drużyna                        | Punkty                         |
| ------------------------------ | ------------------------------ | ------------------------------ | ------------------------------ | ------------------------------ |
| 1.                             | Maciej Paterski                | Polska                         | Polska                         | 15 pkt                         |
| 2.                             | Kamil Małecki                  | Polska                         | CCC Team                       | 6 pkt                          |
| 3.                             | Taco van der Hoorn             | Holandia                       | Jumbo-Visma                    | 4 pkt                          |
| 4.                             | Kamil Gradek                   | Polska                         | CCC Team                       | 4 pkt                          |
| 5.                             | Patryk Stosz                   | Polska                         | Polska                         | 4 pkt                          |
| 6.                             | Geoffrey Bouchard              | Francja                        | AG2R La Mondiale               | 3 pkt                          |
| 7.                             | Hugo Houle                     | Kanada                         | Astana                         | 2 pkt                          |
| 8.                             | James Whelan                   | Australia                      | EF Pro Cycling                 | 1 pkt                          |
| 9.                             | Wout Poels                     | Holandia                       | Bahrain McLaren                | 1 pkt                          |
| 10.                            | Nils Eekhoff                   | Holandia                       | Team Sunweb                    | 1 pkt                          |

| Klasyfikacja drużynowa | Klasyfikacja drużynowa | Klasyfikacja drużynowa       | Klasyfikacja drużynowa |
| Drużyna                | Drużyna                | Państwo                      | Czas                   |
| ---------------------- | ---------------------- | ---------------------------- | ---------------------- |
| 1.                     | Mitchelton-Scott       | Australia                    | 64h 38' 39"            |
| 2.                     | Bora-Hansgrohe         | Niemcy                       | + 1"                   |
| 3.                     | Team Sunweb            | Niemcy                       | + 1' 40"               |
| 4.                     | Astana                 | Kazachstan                   | + 8' 01"               |
| 5.                     | CCC Team               | Polska                       | + 11' 26"              |
| 6.                     | UAE Team Emirates      | Zjednoczone Emiraty Arabskie | + 13' 49"              |
| 7.                     | Jumbo-Visma            | Holandia                     | + 14' 26"              |
| 8.                     | Groupama-FDJ           | Francja                      | + 14' 53"              |
| 9.                     | Ineos                  | Wielka Brytania              | + 15' 07"              |
| 10.                    | Cofidis                | Francja                      | + 16' 17"              |

| Klasyfikacja drużynowa | Klasyfikacja drużynowa | Klasyfikacja drużynowa       | Klasyfikacja drużynowa |
| Drużyna                | Drużyna                | Państwo                      | Czas                   |
| ---------------------- | ---------------------- | ---------------------------- | ---------------------- |
| 1.                     | Mitchelton-Scott       | Australia                    | 64h 38' 39"            |
| 2.                     | Bora-Hansgrohe         | Niemcy                       | + 1"                   |
| 3.                     | Team Sunweb            | Niemcy                       | + 1' 40"               |
| 4.                     | Astana                 | Kazachstan                   | + 8' 01"               |
| 5.                     | CCC Team               | Polska                       | + 11' 26"              |
| 6.                     | UAE Team Emirates      | Zjednoczone Emiraty Arabskie | + 13' 49"              |
| 7.                     | Jumbo-Visma            | Holandia                     | + 14' 26"              |
| 8.                     | Groupama-FDJ           | Francja                      | + 14' 53"              |
| 9.                     | Ineos                  | Wielka Brytania              | + 15' 07"              |
| 10.                    | Cofidis                | Francja                      | + 16' 17"              |

### Liderzy klasyfikacji
| Etap   |          | Pierwsze miejsce _ | Klasyfikacja generalna | Górska              | Sprinterska      | Najaktywniejszych | Drużynowa _       | Krajowa _     |
| ------ | -------- | ------------------ | ---------------------- | ------------------- | ---------------- | ----------------- | ----------------- | ------------- |
| 1      | płaski   | Fabio Jakobsen     | Fabio Jakobsen         | Kamil Małecki       | Fabio Jakobsen   | Maciej Paterski   | UAE Team Emirates | Kamil Małecki |
| 2      | płaski   | Mads Pedersen      | Mads Pedersen          | Julius van den Berg | Jasper Philipsen | Maciej Paterski   | UAE Team Emirates | Kamil Małecki |
| 3      | górzysty | Richard Carapaz    | Richard Carapaz        | Kamil Gradek        | Luka Mezgec      | Maciej Paterski   | Bora-Hansgrohe    | Kamil Małecki |
| 4      | górski   | Remco Evenepoel    | Remco Evenepoel        | Patryk Stosz        | Diego Ulissi     | Maciej Paterski   | Mitchelton-Scott  | Rafał Majka   |
| 5      | górzysty | Davide Ballerini   | Remco Evenepoel        | Patryk Stosz        | Luka Mezgec      | Michał Gołaś      | Mitchelton-Scott  | Rafał Majka   |
| Koniec | Koniec   |                    | Remco Evenepoel        | Patryk Stosz        | Luka Mezgec      | Maciej Paterski   | Mitchelton-Scott  | Rafał Majka   |